# Serbske Nowiny

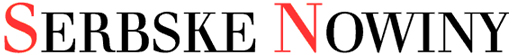
Logo

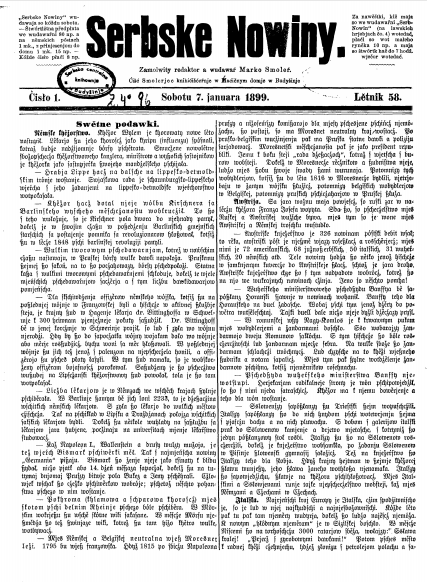

De Serbske Nowiny (Nederlands: Sorbische Nieuwsberichten) is het enige dagblad in de Oppersorbische taal. Uitgever is de Domowina-uitgeverij in Bautzen (Budišyn) in de Lausitz. De krant verschijnt op werkdagen en kent een maandelijkse Duitstalige bijlage.  De oplage bedraagt ongeveer 2000 exemplaren. 
De Serbske Nowiny verscheen voor het eerst in 1842 als weekblad onder de naam "Tydźenska Nowina" (Wekelijkse Nieuwsberichten) en met ondertitel "abo serbske Powěsće za hornich Łužičanow" (Sorbische nieuwsberichten voor de Oppersorben). Het blad speelde een belangrijke rol in de nationale bewustwording van de Sorben. Sinds 1854 draagt het blad de huidige naam, maar het verscheen eerst sinds 1921 als dagblad. 
Serbske Nowiny mocht aanvankelijk geen berichten publiceren over buitenlandse onderwerpen. De autoriteiten waren bang voor de panslavistisch gemotiveerde toenadering van Sorben tot Tsjechen en Polen. Daarnaast speelde de verdeling van de Sorben in protestantse en katholieke Sorben een hinderende rol voor de verspreiding van het blad. Voor 1918 werd Serbske Nowiny voornamelijk gelezen door protestantse Sorben. Tot die tijd bestonden ook aparte schrijfwijzen voor protestantse en katholieke Oppersorben.
Met de persvrijheid ten tijde van de Weimarrepubliek en een groot aantal nieuwe auteurs maakte Serbske Nowiny een bloeitijd door. Het werd een spreekbuis voor de Sorbische beweging. De strijd voor nationale rechten van de Sorben, zoals Sorbischtalig onderwijs, werd gearticuleerd door de krant. Dit veranderde radicaal na de verkiezingen van 1933, waarna de NSDAP de Duitse regering vormde. Na aanvankelijke censuurmaatregelen volgde 1937 een totaal verbod op de krant. Na de Tweede Wereldoorlog werd Serbske Nowiny ongedoopt in "Nowa doba" (Nieuwe Tijd) en kreeg net zoals de overige persorganen in de DDR vergaande beperkingen opgelegd. Pas na die Wende van 1989 kon de krant met het communistische verleden breken en markeerde dat door een terugkeer naar de oude naam Serbske Nowiny. Het wil daarmee teruggrijpen op het bloeiende verleden, toen onder meer Handrij Zejler, Jan Arnošt Smoler, Marko Smoler en Jan Skala bij de krant werkzaam waren.